# Cliffortia longifolia
Cliffortia longifolia là loài thực vật có hoa trong họ Hoa hồng. Loài này được Weim. mô tả khoa học đầu tiên.